# Killswitch Engage/Diskografie
Diese Diskografie ist eine Übersicht über die musikalischen Werke der US-amerikanischen Metalcore-Band Killswitch Engage. Den Schallplattenauszeichnungen zufolge hat sie bisher mehr als vier Millionen Tonträger verkauft, davon alleine in ihrer Heimat über 3,5 Millionen. Ihre erfolgreichste Veröffentlichung ist das vierte Studioalbum As Daylight Dies mit über 1,1 Millionen verkauften Einheiten.

## Alben

### Studioalben
| Jahr | Titel Musiklabel                           | Höchstplatzierung, Gesamtwochen, AuszeichnungChartplatzierungen (Jahr, Titel, Musiklabel, Platzierungen, Wochen, Auszeichnungen, Anmerkungen) | Höchstplatzierung, Gesamtwochen, AuszeichnungChartplatzierungen (Jahr, Titel, Musiklabel, Platzierungen, Wochen, Auszeichnungen, Anmerkungen) | Höchstplatzierung, Gesamtwochen, AuszeichnungChartplatzierungen (Jahr, Titel, Musiklabel, Platzierungen, Wochen, Auszeichnungen, Anmerkungen) | Höchstplatzierung, Gesamtwochen, AuszeichnungChartplatzierungen (Jahr, Titel, Musiklabel, Platzierungen, Wochen, Auszeichnungen, Anmerkungen) | Höchstplatzierung, Gesamtwochen, AuszeichnungChartplatzierungen (Jahr, Titel, Musiklabel, Platzierungen, Wochen, Auszeichnungen, Anmerkungen) | Höchstplatzierung, Gesamtwochen, AuszeichnungChartplatzierungen (Jahr, Titel, Musiklabel, Platzierungen, Wochen, Auszeichnungen, Anmerkungen) | Anmerkungen                                                   |
| Jahr | Titel Musiklabel                           | DE | AT | CH | UK | US | Rock | Anmerkungen                                                   |
| ---- | ------------------------------------------ | --- | --- | --- | --- | --- | --- | ------------------------------------------------------------- |
| 2000 | Killswitch Engage Ferret Records           | — | — | — | — | — | — | Erstveröffentlichung: 4. Juli 2000                            |
| 2002 | Alive or Just Breathing Roadrunner Records | — | — | — | UK— SilberUK | — | — | Erstveröffentlichung: 21. Mai 2002 Verkäufe: + 60.000         |
| 2004 | The End of Heartache Roadrunner Records    | DE42 (2 Wo.)DE | — | — | UK40 Silber · (2 Wo.)UK | US21 Gold · (11 Wo.)US | — | Erstveröffentlichung: 11. Mai 2004 Verkäufe: + 560.000        |
| 2006 | As Daylight Dies Roadrunner Records        | DE62 (2 Wo.)DE | AT68 (1 Wo.)AT | — | UK64 Gold · (1 Wo.)UK | US32 Platin · (22 Wo.)US | Rock9 (3 Wo.)Rock | Erstveröffentlichung: 21. November 2006 Verkäufe: + 1.140.000 |
| 2009 | Killswitch Engage Roadrunner Records       | DE27 (2 Wo.)DE | AT36 (3 Wo.)AT | CH51 (1 Wo.)CH | UK29 (2 Wo.)UK | US7 (12 Wo.)US | Rock3 (9 Wo.)Rock | Erstveröffentlichung: 30. Juni 2009                           |
| 2013 | Disarm the Descent Roadrunner Records      | DE12 (3 Wo.)DE | AT15 (2 Wo.)AT | CH23 (2 Wo.)CH | UK15 (3 Wo.)UK | US7 (10 Wo.)US | Rock1 (10 Wo.)Rock | Erstveröffentlichung: 2. April 2013                           |
| 2016 | Incarnate Roadrunner Records               | DE10 (3 Wo.)DE | AT10 (2 Wo.)AT | CH10 (2 Wo.)CH | UK10 (2 Wo.)UK | US6 (3 Wo.)US | Rock1 (6 Wo.)Rock | Erstveröffentlichung: 11. März 2016                           |
| 2019 | Atonement Metal Blade                      | DE11 (4 Wo.)DE | AT16 (1 Wo.)AT | CH9 (1 Wo.)CH | UK13 (2 Wo.)UK | US13 (1 Wo.)US | Rock2 (2 Wo.)Rock | Erstveröffentlichung: 16. August 2019                         |
| 2025 | This Consequence Metal Blade               | DE13 (1 Wo.)DE | AT13 (1 Wo.)AT | CH24 (1 Wo.)CH | UK85 (1 Wo.)UK | US188 (1 Wo.)US | — | Erstveröffentlichung: 21. Februar 2025                        |

grau schraffiert: keine Chartdaten aus diesem Jahr verfügbar

### Livealben
| Jahr | Titel Musiklabel                          | Höchstplatzierung, Gesamtwochen, AuszeichnungChartplatzierungen (Jahr, Titel, Musiklabel, Platzierungen, Wochen, Auszeichnungen, Anmerkungen) | Höchstplatzierung, Gesamtwochen, AuszeichnungChartplatzierungen (Jahr, Titel, Musiklabel, Platzierungen, Wochen, Auszeichnungen, Anmerkungen) | Höchstplatzierung, Gesamtwochen, AuszeichnungChartplatzierungen (Jahr, Titel, Musiklabel, Platzierungen, Wochen, Auszeichnungen, Anmerkungen) | Höchstplatzierung, Gesamtwochen, AuszeichnungChartplatzierungen (Jahr, Titel, Musiklabel, Platzierungen, Wochen, Auszeichnungen, Anmerkungen) | Höchstplatzierung, Gesamtwochen, AuszeichnungChartplatzierungen (Jahr, Titel, Musiklabel, Platzierungen, Wochen, Auszeichnungen, Anmerkungen) | Höchstplatzierung, Gesamtwochen, AuszeichnungChartplatzierungen (Jahr, Titel, Musiklabel, Platzierungen, Wochen, Auszeichnungen, Anmerkungen) | Anmerkungen                        |
| Jahr | Titel Musiklabel                          | DE | AT | CH | UK | US | Rock | Anmerkungen                        |
| ---- | ----------------------------------------- | --- | --- | --- | --- | --- | --- | ---------------------------------- |
| 2022 | Live at the Palladium Metal Blade Records | DE61 (1 Wo.)DE | — | CH87 (1 Wo.)CH | — | — | — | Erstveröffentlichung: 3. Juni 2022 |

### EPs
- 2020: Atonement II B Sides for Charity (Metal Blade Records)

## Singles
| Jahr | Titel Album                 | Höchstplatzierung, Gesamtwochen, AuszeichnungChartplatzierungen (Jahr, Titel, Album, Platzierungen, Wochen, Auszeichnungen, Anmerkungen) | Höchstplatzierung, Gesamtwochen, AuszeichnungChartplatzierungen (Jahr, Titel, Album, Platzierungen, Wochen, Auszeichnungen, Anmerkungen) | Höchstplatzierung, Gesamtwochen, AuszeichnungChartplatzierungen (Jahr, Titel, Album, Platzierungen, Wochen, Auszeichnungen, Anmerkungen) | Höchstplatzierung, Gesamtwochen, AuszeichnungChartplatzierungen (Jahr, Titel, Album, Platzierungen, Wochen, Auszeichnungen, Anmerkungen) | Höchstplatzierung, Gesamtwochen, AuszeichnungChartplatzierungen (Jahr, Titel, Album, Platzierungen, Wochen, Auszeichnungen, Anmerkungen) | Höchstplatzierung, Gesamtwochen, AuszeichnungChartplatzierungen (Jahr, Titel, Album, Platzierungen, Wochen, Auszeichnungen, Anmerkungen) | Anmerkungen                                                                               |
| Jahr | Titel Album                 | DE | AT | CH | UK | US | Rock | Anmerkungen                                                                               |
| ---- | --------------------------- | --- | --- | --- | --- | --- | --- | ----------------------------------------------------------------------------------------- |
| 2004 | The End of Heartache        | — | — | — | — | US— GoldUS | — | Erstveröffentlichung: August 2004 Verkäufe: + 500.000                                     |
| 2006 | My Curse As Daylight Dies   | — | — | — | UK— SilberUK | US— PlatinUS | — | Erstveröffentlichung: 6. November 2006 Verkäufe: + 1.200.000                              |
| 2007 | Holy Diver As Daylight Dies | — | — | — | — | US— GoldUS | — | Erstveröffentlichung: 17. August 2007 Verkäufe: + 500.000; Original: Dio                  |
| 2019 | Unleashed Atonement         | — | — | — | — | — | Rock29 (1 Wo.)Rock | Erstveröffentlichung: 25. Juni 2019 Nominiert für Grammy Award for Best Metal Performance |
| 2019 | I Am Broken Too Atonement   | — | — | — | — | — | Rock37 (1 Wo.)Rock | Erstveröffentlichung: 16. Juli 2019                                                       |
| 2019 | The Signal Fire Atonement   | — | — | — | — | — | Rock19 (2 Wo.)Rock | Erstveröffentlichung: 15. August 2019 feat. Howard Jones                                  |

grau schraffiert: keine Chartdaten aus diesem Jahr verfügbar
Weitere Singles
- 2002: My Last Serenade
- 2002: Life to Lifeless
- 2003: Fixation on the Darkness
- 2004: Rose of Sharyn
- 2005: World Ablaze
- 2007: The Arms of Sorrow
- 2008: This is Absolution
- 2009: Reckoning
- 2009: Starting Over
- 2009: Take Me Away
- 2010: Save Me
- 2013: In Due Time
- 2015: Strength of the Mind
- 2016: Hate by Design
- 2020: I Can’t Be the Only One
- 2024: Forever Aligned
- 2025: I Believe
- 2025: Collusion

## Videografie

### Videoalben
| Jahr | Titel Musiklabel                                          | Anmerkungen                                                            |
| ---- | --------------------------------------------------------- | ---------------------------------------------------------------------- |
| 2005 | (Set This) World Ablaze Rosdrunner Records                | Erstveröffentlichung: 22. November 2005 · Verkäufe: + 55.000; US: Gold |
| 2016 | Beyond the Flames: Home Video, Part II Roadrunner Records | Erstveröffentlichung: 25. November 2016                                |

### Musikvideos
- 2002: Life to Lifeless (Live)
- 2002: My Last Serenade
- 2003: Fixation on the Darkness (Live)
- 2004: Rose of Sharyn
- 2004: The End of Heartache
- 2005: A Bid Farewell (Live)
- 2006: My Curse
- 2007: The Arms of Sorrow
- 2007: Holy Diver
- 2008: This Is Absolution (Live)
- 2009: Starting Over
- 2010: Save Me
- 2013: In Due Time (Live)
- 2013: Always (Lyric Video)
- 2015: Strength of the Mind
- 2016: Hate by Design
- 2019: I Am Broken Too
- 2019: The Signal Fire
- 2021: Us Against the World
- 2025: I Believe
- 2025: Collusion

## Statistik

### Chartauswertung
|                     | DE    | AT    | CH    | UK    | US    | Rock      |
| ------------------- | ----- | ----- | ----- | ----- | ----- | --------- |
| Nummer-eins-Alben   | DE—DE | AT—AT | CH—CH | UK—UK | US—US | Rock2Rock |
| Top-10-Alben        | DE1DE | AT1AT | CH2CH | UK1UK | US3US | Rock5Rock |
| Alben in den Charts | DE8DE | AT6AT | CH6CH | UK7UK | US7US | Rock5Rock |

|                       | DE    | AT    | CH    | UK    | US    | Rock      |
| --------------------- | ----- | ----- | ----- | ----- | ----- | --------- |
| Nummer-eins-Singles   | DE—DE | AT—AT | CH—CH | UK—UK | US—US | Rock—Rock |
| Top-10-Singles        | DE—DE | AT—AT | CH—CH | UK—UK | US—US | Rock—Rock |
| Singles in den Charts | DE—DE | AT—AT | CH—CH | UK—UK | US—US | Rock3Rock |

### Auszeichnungen für Musikverkäufe
| Goldene Schallplatte - Kanada - 2006: für das Videoalbum (Set This) World Ablaze - 2012: für das Album As Daylight Dies |

Anmerkung: Auszeichnungen in Ländern aus den Charttabellen bzw. Chartboxen sind in ebendiesen zu finden.
| Land/RegionAuszeichnungen für Musikverkäufe (Land/Region, Auszeichnungen, Verkäufe, Quellen) | Silber     | Gold     | Platin     | Verkäufe  | Quellen         |
| -------------------------------------------------------------------------------------------- | ---------- | -------- | ---------- | --------- | --------------- |
| Kanada (MC)                                                                                  | —          | 2× Gold2 | —          | 45.000    | musiccanada.com |
| Vereinigte Staaten (RIAA)                                                                    | —          | 4× Gold4 | 2× Platin2 | 3.550.000 | riaa.com        |
| Vereinigtes Königreich (BPI)                                                                 | 3× Silber3 | Gold1    | —          | 420.000   | bpi.co.uk       |
| Insgesamt                                                                                    | 3× Silber3 | 7× Gold7 | 2× Platin2 |           |                 |